# Nous y Sommes
Nous y sommes es el trigésimo quinto álbum del grupo Zaïko Langa Langa lanzado el 2 de octubre de 1998. Fue grabado en Kinshasa y lanzado con el sello Établissements Ndiaye. Este álbum marca la entrada del cantante Willy Bula, el animador Papy Cocaïne y la vuelta de Petit Poisson en Zaïko.

## Historia
Tras grabar el álbum Backline Lesson One en 1997, comienzan las sesiones de Nous y sommes. Se rumorea que antes de grabar el cantante Lengi Lenga quiso volver al grupo pero fue rechazado. El álbum contiene 2 canciones originales y 5 remixes. Participa el bajista del grupo Quartier Latin de Koffi Olomidé, Rocky Blanchard, Beniko Popolipo (Guitarrista de Zaïko (1981-1988)). En la historia de Zaïko, ha habido muchas salidas y entradas de músicos de Quartier Latin, en ese año, vino Willy Bula que estuvo dos años en el grupo.
Salió internacionalmente el 2 de octubre de 1998 en CD, VHS y casete audio.

## Lista de canciones
1. 77 X 7
2. Sois Sage
3. Ben Betito
4. Paiement Cash
5. Perseverer
6. Linya
7. Amando

## Artistas
- Voces: Nyoka Longo, Lassa Landu, Willy Bula, Adamo Ekula, Deo Brondo
- Guitarra solista: Beniko Popolipo, Petit Poisson, Daniel Muanda
- Guitarra Mid-Solo: Jimmy Yaba, Gege Mangaya
- Guitarra rítmica: Shango Landu
- Bajo: Muaka Bapuis, Rocky Blanchard
- Tambores: Belobi Meridjo, Kibwa Rocoulet
- Teclado: Modesto Modikilo
- Percusión: Cele Mbonda, Nono Monzuluku
- Animación: Nono Monzuluku, Doudou Adoula, Papy Cocaine

- Datos: Q83553134